# Ловрентовець
Ловрентовець (хорв. Lovrentovec) — населений пункт у Хорватії, у Вараждинській жупанії у складі міста Вараждинське Топлиці.

## Населення
Населення за даними перепису 2011 року становило 118 осіб.
Динаміка чисельності населення поселення:

## Клімат
Середня річна температура становить 10,08 °C, середня максимальна – 23,53 °C, а середня мінімальна – -5,28 °C. Середня річна кількість опадів – 860 мм.
| Клімат поселення                              | Клімат поселення | Клімат поселення | Клімат поселення | Клімат поселення | Клімат поселення | Клімат поселення | Клімат поселення | Клімат поселення | Клімат поселення | Клімат поселення | Клімат поселення | Клімат поселення | Клімат поселення |
| Показник                                      | Січ.             | Лют.             | Бер.             | Квіт.            | Трав.            | Черв.            | Лип.             | Серп.            | Вер.             | Жовт.            | Лист.            | Груд.            |                  |
| Середній максимум, °C                         | 5,98             | 7,27             | 11,45            | 15,40            | 20,36            | 23,53            | 22,40            | 21,88            | 17,87            | 13,31            | 7,87             | 4,04             |                  |
| Середня температура, °C                       | 0,35             | 1,64             | 5,81             | 9,76             | 14,72            | 17,91            | 19,63            | 19,11            | 15,10            | 10,55            | 5,10             | 1,26             |                  |
| Середній мінімум, °C                          | −5,28            | −4               | 0,16             | 4,12             | 9,09             | 12,27            | 16,86            | 16,35            | 12,34            | 7,79             | 2,33             | −1,5             |                  |
| Норма опадів, мм                              | 43               | 45               | 54               | 68               | 76               | 98               | 86               | 86               | 82               | 79               | 81               | 62               |                  |
| Середньомісячна швидкість вітру, м/с          | 2.17             | 2.40             | 2.72             | 2.69             | 2.51             | 2.20             | 2.14             | 1.96             | 2.02             | 2.12             | 2.24             | 2.24             |                  |
| Середньомісячна сонячна радіація, кДж/м²·день | 4124             | 6830             | 10626            | 14887            | 19050            | 20939            | 21673            | 18902            | 13976            | 8771             | 4642             | 3344             |                  |
| --------------------------------------------- | ---------------- | ---------------- | ---------------- | ---------------- | ---------------- | ---------------- | ---------------- | ---------------- | ---------------- | ---------------- | ---------------- | ---------------- | ---------------- |
| Джерело:                                      |                  |                  |                  |                  |                  |                  |                  |                  |                  |                  |                  |                  |                  |